# Шеффилд, Роб
Ро́берт Джеймс Ше́ффилд (англ. Robert James Sheffield; род. 2 февраля 1966, США) — американский музыкальный критик, журналист Rolling Stone.
Долгое время был колумнистом журнала Rolling Stone, писал о музыке, телевидение и поп-культуре. Был редактором журналов Blender, Spin и Details. Проживает в Бруклине.

## Биография
Родился в городе Милтон. Получил степень бакалавра наук в Йельском университете и степень магистра (1991) в Виргинском университете.

## Творчество
Написал несколько книг, включая художественную автобиографию Love Is a Mix Tape (отрывок был опубликован в журнале GQ от января 2007), издательства Random House. Получила положительные отзывы литературных критиков и стала национальным бестселлером.
Пятая книга Шеффилда, Dreaming the Beatles: The Love Story of One Band and the Whole World вышла в 2017 году, её часть опубликовал журнал Rolling Stone. Газета USA Today оценила книгу в 3,5 из 4 баллов назвав её «новой очаровательной коллекцией эссе». Spin отозвалась «попытки провидеть the Beatles чаще всего подвергаются критике но он [Шеффилд] ссылается на большое количество источников». MTV предположила что «Dreaming the Beatles одна из лучших книг о группе». Книга победила в премии ASCAP «за выдающуюся музыкальную критику».